# Wilhelm Tell

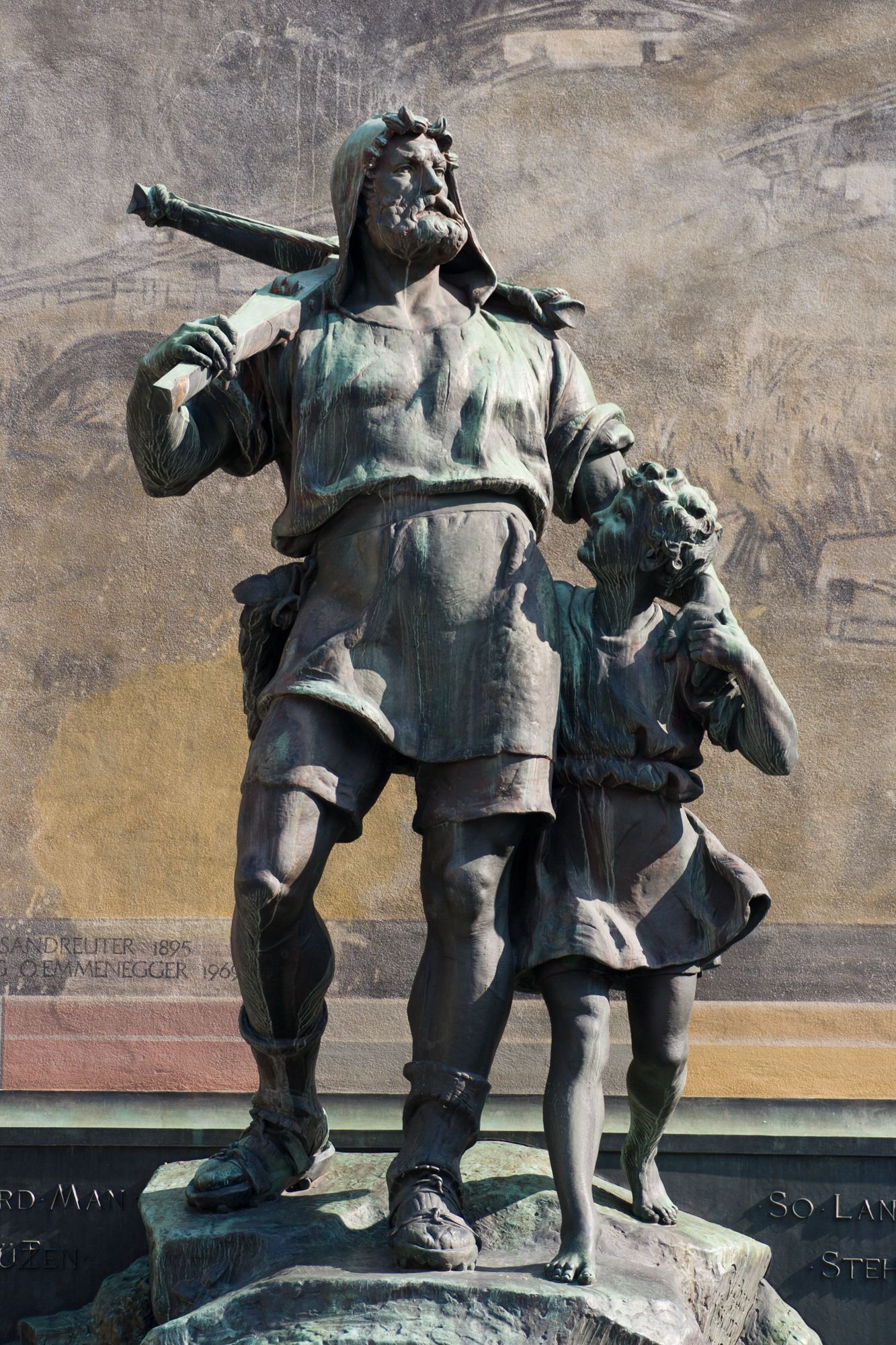
Monumentul lui Wilhelm Tell cu fiul Walter din Altdorf, Cantonul Uri.

Wilhelm Tell este un erou popular al Elveției care, potrivit legendei, ar fi trăit între sfârșitul secolelor al XIII-lea și al XIV-lea și a cărui existență istorică reală este încă subiect de dispută. Conform legendei, Tell a fost un expert de tir cu arbaleta care l-a asasinat pe Albrecht Gessler, un pârcălab tiranic din Altdorf, în Cantonul Uri. Tiranicidul comis de Tell a încurajat populația orășelului să înceapă o rebeliune și să creeze un pact împotriva conducătorilor străini cu vecinele ținuturi Schwyz și Unterwalden, stabilind fundamentul Confederației Elvețiene.
Narațiunea are loc la începutul secolului al XIV-lea (data tradițională 1307, în timpul domniei lui Albert de Habsburg), primele înregistrări scrise ale legendei datând din ultima parte a secolului al XV-lea, când Confederația Elvețiană câștiga influență militară și politică. Tell este o figură centrală în istoriografia națională elvețiană, alături de Arnold von Winkelried, eroul bătăliei de la Sempach (1386). El a fost un important simbol în etapa de formare a Elveției moderne din secolul al XIX-lea, cunoscută sub numele de perioada Restaurării și Regenerării, precum și în istoria mai largă a Europei din secolul al XVIII-lea până în secolul al XIX-lea ca simbol al rezistenței împotriva stăpânirii aristocratice, acest aspect fiind admirat mai ales în Revoluțiile din 1848 împotriva Casei de Habsburg, care încă stăpânea Austria, cinci sute de ani mai târziu.

## Legenda

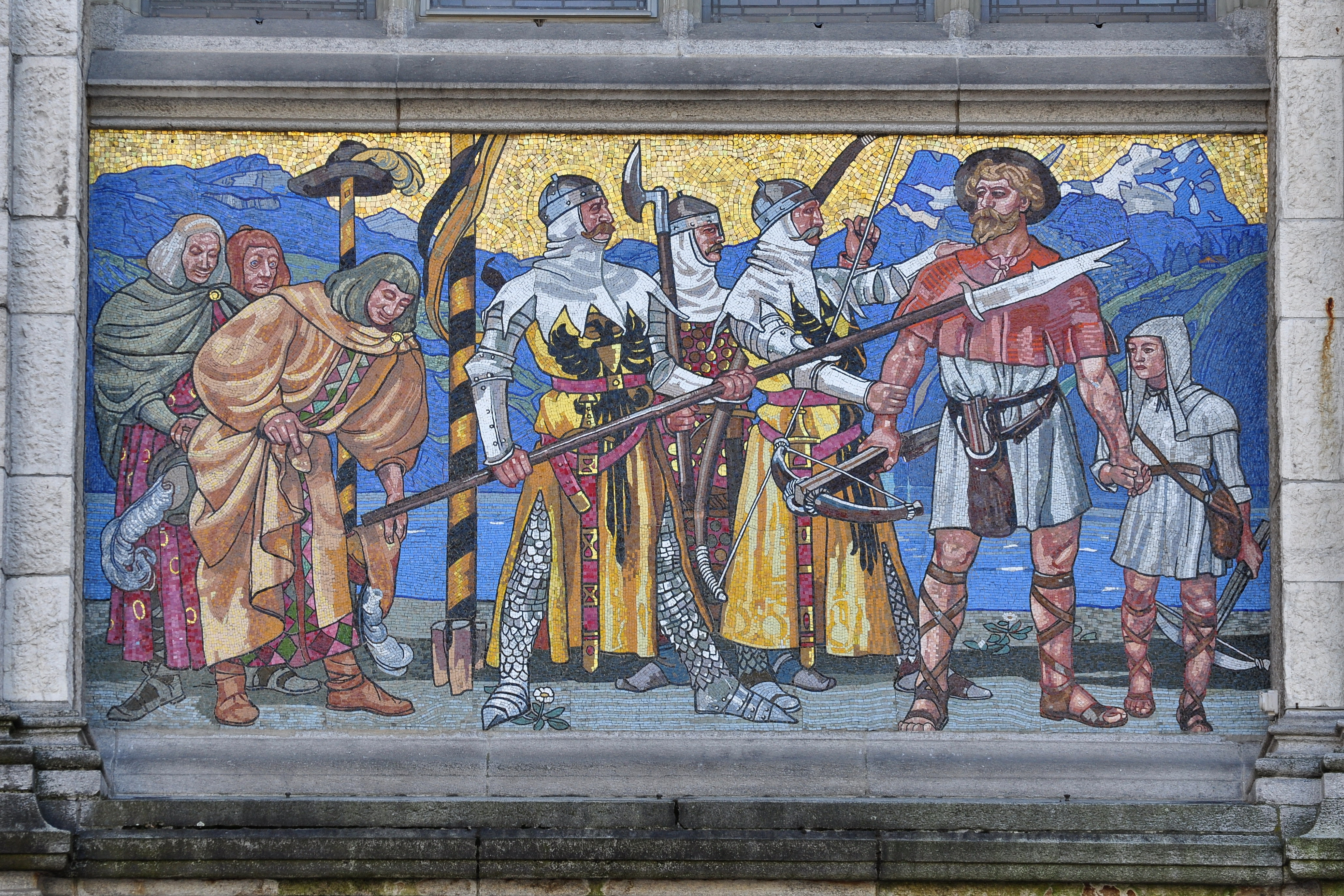
Mozaic cu Wilhelm, arestat pentru că a refuzat să salute pălăria din piață (Muzeul Național al Elveției, Hans Sandreuter, 1901).

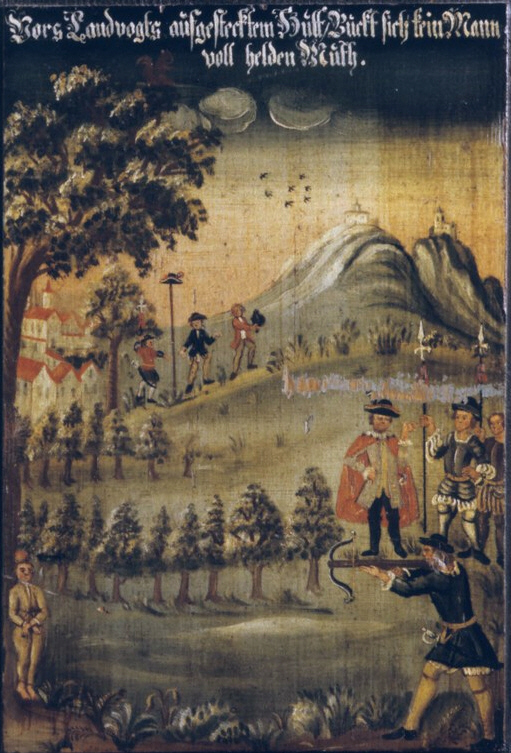
Desen din 1782 cu Wilhelm Tell în timp ce trage cu arbaleta la măr, Schweizerisches Landesmuseum, Zürich.

Conform legendei, Wilhelm Tell s-a născut și a trăit în Bürglen, în Cantonul Uri, aproape de Masivul Gotthard. Tell, tatăl unei familii, un vânător priceput în utilizarea arbaletei, la 18 noiembrie 1307 s-a dus în capitala regională, Altdorf. Atunci când a trecut pe lângă piața publică, a ignorat pălăria imperială fixată în vârful unui stâlp cu câteva luni mai devreme de către Albrecht Gessler, administratorul local (Vogt în limba germană) al Habsburgilor. Pălăria, un simbol al autorității imperiale, trebuia absolut venerată de oricine trecea. Cei care nu se închinau riscau confiscarea bunurilor sau chiar moartea. Întrucât Tell nu venerase pălăria, avea să întâmpine niște probleme. A doua zi a fost pomenit în piață; în fața tuturor trebuia să-și justifice acțiunile.
În schimbul vieții sale, pârcălabul Gessler i-a impus lui Wilhelm teribilul test al mărului care, așezat pe capul lui Walter, fiul lui Wilhelm, ar fi trebuit să fie lovit de săgeata arbaletei sale. Wilhelm a reușit să prindă mărul, dar, pentru cazul în care acest test n-ar fi mers bine, ascunsese o a doua săgeată sub sacou, gata pentru tiran. Acest lucru i-a costat libertatea: Wilhem a fost arestat și dus cu barca la temnița Küssnacht. Dintr-o dată a izbucnit o furtună pe Lacul celor Patru Cantoane și răpitorii săi l-au eliberat, fiind el un timonier priceput, pentru ajutor. Ajuns aproape de țărm, la jumătatea distanței dintre Altdorf și Brunnen, Tell a sărit de pe barcă pe mal și, cu o puternică împingere, a trimis barca înapoi în larg. În a treia zi, la Küssnacht, ascuns în spatele unui copac lângă strada care duce de la Gotthard la Zürich, Tell a ripostat ucigând-ul pe Gessler.
Oamenii, aflând de faptele lui Tell, s-au ridicat asediind castelele și alungând pârcălabii din ținuturile lor pentru totdeauna. 
Conform tradiției, eliberarea Elveției a avut loc la 1 august 1308.
În plus, arbaletrierul W. Tell ar fi participat la Bătălia de la Morgarten alături de confederați (Uri, Schwyz și Unterwalden), care s-a încheiat cu victoria acestora din urmă împotriva Habsburgilor în 1315. Wilhelm Tell a trăit în respect și admirație a poporului până în vara anului 1354, când, din cauza unei furtuni, eroul elvețian și-a sacrificat viața pentru a salva un copil căzut în pârâul Schächen.
Prima referire la legendarul erou apare într-un manuscris din 1470, Cartea albă din Sarnen, compilată de învățatul cavaler provincial Hans Schriber pentru a culege cronici și date istorice despre Confederația Elvețiană. Menționează Jurământul de la Rütli (germană: Rütlischwur) și numește Tell ca unul dintre conspiratorii de la Rütli, al cărui tiranicid eroic a declanșat rebeliunea Burgenbruch. O relatare la fel de timpurie despre Tell se găsește în Tellenlied, un cântec compus în anii 1470, cu cea mai veche copie manuscrisă existentă datând din 1501. Cântecul începe cu legenda lui Tell, pe care o prezintă ca originea Confederației, numind Tell „primul confederat”. Narațiunea include trasul către măr a lui Tell, pregătirea unei a doua săgeți pentru a-l împușca pe Gessler și fuga sa, dar nu menționează niciun asasinat al lui Gessler. Textul enumeră apoi cantoanele Confederației și spune că a fost extins cu „evenimente actuale” în timpul Războaielor de la Burgundia, care s-au încheiat cu moartea lui Carol Temerarul în 1477.
Aegidius Tschudi, scriind c. 1570, prezintă o versiune extinsă a legendei. Încă bazată în esență pe Cartea Albă, Tschudi adaugă detalii suplimentare. Se știe că Tschudi „îmbogățea” în mod obișnuit sursele, astfel încât toate detaliile scrise de el care nu se regăsesc în relatările anterioare pot fi suspectate că sunt inventate de el. Un astfel de detaliu suplimentar include numele de familie al lui Wilhelm Tell și faptul că este originar din Bürglen, Uri în Schächental, data precisă a episodului cu mărul pe capul lui Walter, datat la 18 noiembrie 1307, precum și relatarea morții lui Tell în 1354.

## Venerarea populară
O venerație pe scară largă a lui Tell poate fi constatată de la începutul secolului al XVI-lea. Heinrich Brennwald la începutul acestui secolul menționează capela (Tellskapelle) pe locul unde Tell a sărit de pe barca răpitorilor săi. Tschudi menționează o „capelă sfântă” (heilig hüslin) construită pe locul asasinării lui Gessler. Peter Hagendorf, soldat în Războiul de Treizeci de Ani, menționează o vizită la „capela locului unde a scăpat William Tell” în jurnalul său.
Biserica din Bürglen avea un clopot dedicat lui Tell din 1581, iar o capelă din apropiere are o frescă datată din 1582 care arată moartea lui Tell în Schächenbach.

## Literatură și teatru
Prima piesă teatrală jucată despre Tell (Tellspiel), cunoscută sub numele de Urner Tellspiel ("Povestea lui Tell din Uri"), a fost probabil interpretată în iarna anului 1512 sau 1513 la Altdorf.
Personalități artistice importante au contribuit la renumele figurii lui Wilhelm Tell. În primul rând, scriitorul și poetul german Friedrich Schiller a descris faptele eroice în piesa cu același nume (Wilhelm Tell, 1804). Din drama lui Schiller, italianul Gioachino Rossini a compus Guglielmo Tell în 1829. Această lucrare a fost foarte importantă pentru Elveția și poporul elvețian; dovadă în acest sens este faptul că până și cornul vechilor autobuze poștale amintea de primele note din opera lui G. Rossini.
O reinterpretare singulară a mitului lui Wilhelm Tell este cea furnizată în Wilhelm Tell für die Schule în 1971 de Max Frisch, un scurt eseu construit pe un amestec interesant de filologie și ironie, în care povestea faptele eroului național elvețian, însă plasând în centrul poveștii pe Gessler, pârcălabul al Habsburgilor, și incapacitatea sa de a înțelege lumea locuitorilor din munții Albi (germ. Alpen), oameni simpli, obstinați și tăcuți, printre care se găsește.